# 安杰利-里米尼反应
安杰利-里米尼反应（義大利語：saggio di Angeli e Rimini）指醛与N-羟基苯磺酰胺在碱存在下发生反应生成酰基羟胺（异羟肟酸）和亚磺酸。
反应由意大利化学家安杰洛·安杰利和E·里米尼在 1896 年首先报道。 这是制备酰基羟胺的一种方法。
此反应最近被用于固相合成。

## 鉴定
该反应与酰基羟胺和氯化铁的显色反应联用可用于醛类的鉴定。将数滴待测试液溶于乙醇，加入N-羟基苯磺酰胺和氢氧化钠溶液，然后酸化，以刚果红为指示剂。向上述液体中加入一滴氯化铁溶液，若变为红色则证明待测试液中有醛存在。N-羟基苯磺酰胺由羟胺与苯磺酰氯和金属钾在乙醇中反应制备。

## 反应机理
安杰利-里米尼反应的具体机理目前仍不清楚。 两种可行的机理见下图。 
N-羟基苯磺酰胺 (1)或其去质子化后形成的负离子 (2)作为亲核试剂与醛 (3)作用生成中间体 (4)。一种机理认为 (4) 然后发生分子内质子交换生成 (5)，(5) 消除亚磺酸根离子，同时产生亚硝基化合物 (6)，亚硝基化合物发生重排后得到酰基羟胺 (8)。另一种机理则认为是 (4) 直接进行分子内亲核进攻，消除亚磺酸根离子，生成三元中间体N-羟基噁吖丙环，然后该中间体经过开环，得到酰基羟胺。
也有人提出负离子 (2)发生消除后可生成氮烯中间体 (10)，不过实验并不能用低级烯烃捕捉到上述氮烯中间体，这个机理基本上已被排除。